# Święty Umfryd
Święty Umfryd, Umfryd z Thérouanne (ur. ?, zm. 871 w Thérouanne) – święty katolicki, benedyktyn, biskup i opat.
Był opatem benedyktyńskiego klasztoru w Prüm. Następnie otrzymał goność biskupa Thérouanne. Kierował diecezją w okresie najazdu Normanów i pozostał na stanowisku aż do śmierci.
Jego wspomnienie obchodzone jest 8 marca.

## Źródła internetowe
- Fabio Arduino, Sant' Unfrido di Therouanne (ang.)